# Broștenii de Sus
Broștenii de Sus – wieś w Rumunii, w okręgu Gorj, w gminie Plopșoru. W 2011 roku liczyła 80 mieszkańców.